# 细梗山蚂蝗
细梗山蚂蝗（学名：Hylodesmum leptopus）为豆科圆菱叶山蚂蝗属下的一个种。